# Маломожайское
Маломожа́йское (до 1938 года — Будветен (нем. Budwethen), с 1938 по 1946 годы Альтенкирх (нем. Altenkirch)) — посёлок в Неманском районе Калининградской области. Входит в состав Лунинского сельского поселения.

## География
Маломожайское расположено в 16 км от города Немана.

## История

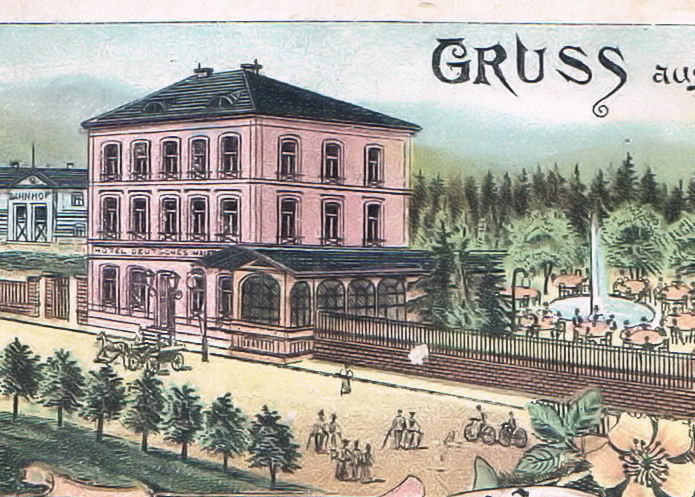
Гостиница в Будветене

### Прусский период
Селение Будветен было основано в 1665 году крестьянами, садоводами, охотниками и пчеловодами. Будветен входил в состав Пруссии, позднее Германии.
Первая кирха была построена в правление Большого курфюрста в 1665 году. Это было фахверковое здание. 
В 1782 году соорудили новую массивную кирху. Это было простое прямоугольное строение без башни, а колокола висели в стоящей в стороне колокольне. В 1856 был пристроен западный фронтон из кирпичей, который имел башню. Австрийский город Зальцбург подарил церковной общине бронзовую люстру. В 1857 в Кенигсберге был сделан орган, который был установлен Новаком, знаменитым органным мастером из Чехии.
Во время Первой мировой войны в августе 1914 года был занят русской армией генерала Ренненкампфа.
Перед кладбищем, посредине парка был установлен памятник жертвам Первой мировой войны. В этом парке был и уникальный памятник природы — могучая липа, которая имела 10 стволов, произраставших из корней. Она была посажена в 1814 году в память окончания войны с Наполеоном.
До Второй мировой войны при подъезде к Будветену ещё издалека можно было увидеть ветряную электростанцию. Она снабжала весь поселок электричеством.
В Будветене имелась средняя школа, двухэтажные и одноэтажные дома, аптека, почта, различные магазины, кафе, ресторан и две гостиницы, пекарня. Тянущаяся через весь населенный пункт улица в центре поселка расширялась в рыночную площадь, где по выходным дням проводились ярмарки с разнообразной торговлей, музыкой, развлечениями. На этой же улице стоял молочный завод. 
На окраине располагался большой кирпичный завод. Запасы уникальной глины позволяли производить не только кирпич и черепицу, но и продавать её в Тильзит для производства фаянса.
В 1938 году властями гитлеровской Германии Будветен был переименован в Альтенкирх в рамках кампании по упразднению в Восточной Пруссии топонимики прусско-литовского происхождения. В 1939 году в населённом пункте проживало 787 человек.

### Новейшая история
По итогам Второй мировой войны Альтенкирх вошёл в состав СССР. В 1946 году переименован в Маломожайское. В советское время сохранившаяся в посёлке кирха использовалась населением как дом культуры, но в 1996 году сгорела.
В феврале 2010 года в 3 км от Маломожайского началось строительство Балтийской атомной электростанции.

## Население
| 1910 | 1939 | 2002 | 2010 |
| ---- | ---- | ---- | ---- |
| 507  | ↗787 | ↘663 | ↘557 |

## Образование, культура и спорт
В посёлке находится девятилетняя школа, дом культуры со спортивным залом.

## Экономика
Недалеко от посёлка строится Балтийская АЭС.

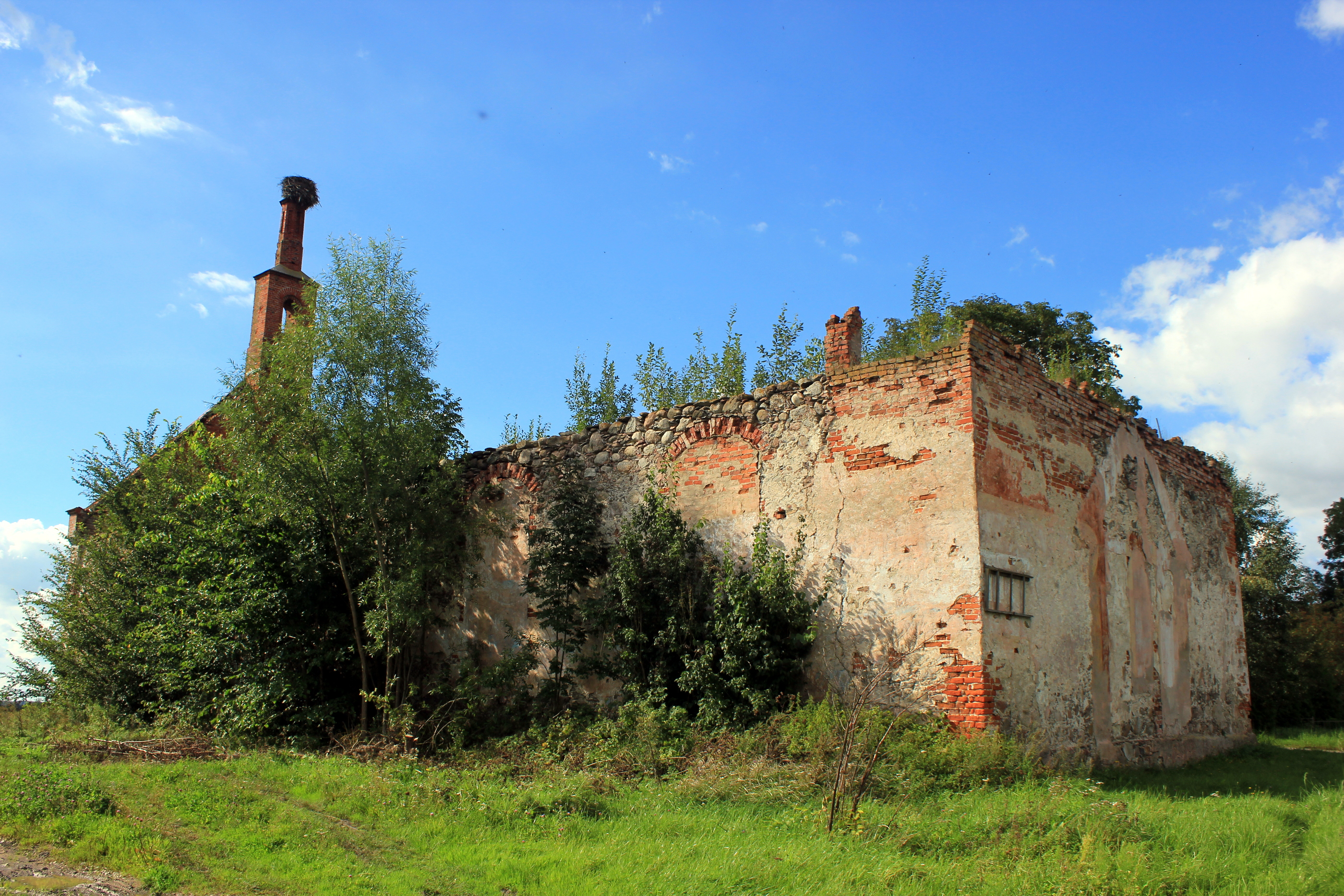
Кирха Будветена

## Достопримечательности
- Мемориальный комплекс советским воинам, погибшим во время Великой Отечественной войны.
- Кирха Будветена — здание бывшей евангелической церкви 1782 года постройки, находится в полуразрушенном состоянии.